# Prêmio Sackler
O Prêmio Sackler (em inglês:  Raymond and Beverly Sackler International Prize) da Universidade de Tel Aviv é um prêmio em biofísica, química ("Ciências Físicas") e física, destinado a jovens cientistas. É dotado com 100 mil dólares (situação em 2012), denominado em memória dos patrocinadores Raymond e Beverly Sackler.
O limite de idade era de 40 anos e mudou para 45 anos desde 2008. Para o prêmio em biofísica não há limite de idade; para o prêmio em química a obtenção do Ph.D. não pode ser superior a 15 anos (situação em 2012).
Em 2015 foi anunciada pela Academia Nacional de Ciências dos Estados Unidos a criação do Raymond and Beverly Sackler Prize in Convergence Research, dotado com 400 mil dólares.

## Recipientes

### Biofísica
- 2006 Harvey T. McMahon, Paul R. Selvin
- 2007 Clare M. Waterman-Storer, Frank Jülicher
- 2008 David Baker, Martin Gruebele, Jonathan S. Weissman
- 2010 Gerhard Hummer, Yigong Shi
- 2011 Stephen R. Quake, Xiaowei Zhuang
- 2012 Carlos Bustamante, Wolfgang Helfrich
- 2014 Howard Curtis Berg, George Oster
- 2015 Stephan Grill, Nieng Yan
- 2016 Jacques Prost, Michael Rossmann
- 2017 Tuomas Knowles
- 2019 Ken A. Dill, Michael Elowitz

### Química ("Ciências Físicas")
- 2001 Moungi Bawendi, James Heath
- 2003 Chad Mirkin, Xiaoliang Sunney Xie
- 2005 Christoph Dellago, Christopher Jarzynski, David Robert Reichman
- 2007 Christopher C. Cummins, John Frederick Hartwig
- 2009 Phil Baran, Matthew D. Shair, Brian M. Stoltz
- 2011 Gregory D. Scholes, Martin T. Zanni
- 2013 Melanie S. Sanford, Jin-Quan Yu
- 2016 John Morton, Guido Pintacuda, Charalampos Babis Kalodimos
- 2019 Christopher J. Chang, Jason W. Chin, Matthew D. Disney

### Física
- 2000 Michael R. Douglas, Juan Maldacena
- 2002 Leo Kouwenhoven, Ulrich Steiner
- 2004 Andrea Ghez, Adam Riess
- 2006 Yuri Kovchegov, Thomas Glasmacher
- 2008 Nima Arkani-Hamed
- 2010 Mark Luitzen Brongersma, Stefan A. Maier
- 2012 David Charbonneau, Sara Seager
- 2014 Andrei Bernevig, Liang Fu, Xiao-Liang Qi
- 2018 Zohar Komargodski, Pedro Vieira